# Suchań
Suchań é um município da Polônia, na voivodia da Pomerânia Ocidental e no condado de Stargard. Estende-se por uma área de 3,57 km², com 1 454 habitantes, segundo os censos de 2016, com uma densidade de 407,3 hab/km².